# 皮布朗日
皮布朗日（法語：Piblange，法語發音：[piblɑ̃ʒ]；洛林法兰克语：Piwléngen）是法国摩泽尔省的一个市镇，位于该省北部偏西，属于福尔巴克-布莱摩泽尔区。

## 地理
皮布朗日（49°14'48"N, 6°25'7"E）面积9.59 平方千米，位于法国大東部大區摩泽尔省，该省份为法国东北部内陆省份，是洛林的一部分，西南接默尔特-摩泽尔省，东临下莱茵省，北与卢森堡和德国接壤。
与皮布朗日接壤的市镇（或旧市镇、城区）包括：比尔通库尔、戈姆朗日、埃斯特罗夫、梅冈日、圣于贝尔。

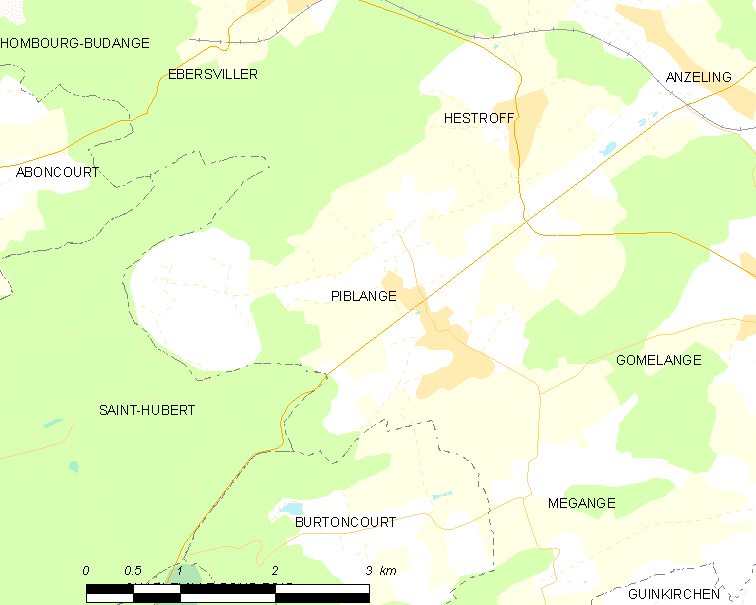
皮布朗日的OSM定位图

皮布朗日的时区为UTC+01:00、UTC+02:00（夏令时）。

## 行政
皮布朗日的邮政编码为57220，INSEE市镇编码为57542。

## 政治
皮布朗日所属的省级选区为布莱摩泽尔县。

## 人口

1962-2008年间皮布朗日人口变化图示

皮布朗日于2022年1月1日时的人口数量为965人。